# Andosols

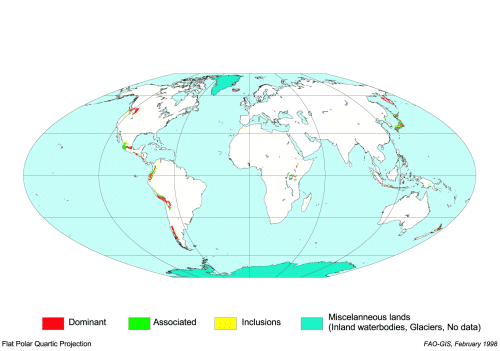
Bản đồ phân bố đất Andosols

Andosols (bắt nguồn từ tiếng Nhật an nghĩa là sẫm và do nghĩa là đất, một từ đồng nghĩa của kuroboku) là loại đất hiện diện tại những vùng núi lửa, hình thành trên nền vật liệu vụn núi lửa. Trong một số trường hợp, cũng có thể tìm thấy Andosols tại những vùng ngoài nơi núi lửa hoạt động. Đất Andosols bao phủ khoảng 1–2% diện tích đất liền không đóng băng của Trái Đất. Andosols có mối liên hệ chặt chẽ với những loại đất khác như Vitrosols, Vitrandosols, Vitrons và đất đá bọt (Pumice Soils), xuất hiện trong các hệ thống phân loại đất khác nhau.
Loại Andosols kém phát triển thường có nhiều trong những vật liệu thủy tinh (vitreous material), nên còn được gọi là Vitric Andosols.
Thường lệ, Andosols được định nghĩa là loại đất có tỷ lệ cao vật liệu thủy tinh và chất keo vô định hình, bao gồm allophane, imogolite và ferrihydrite. Trong hệ thống phân loại đất USDA, Andosols được thay bằng Andisols.
Do tuổi đất hầu như khá trẻ, nên Andosols điển hình rất màu mỡ, ngoại trừ trường hợp đất nằm ở những nơi dễ cố định phosphor (một quá trình đôi lúc xuất hiện tại vùng nhiệt đới). Đất thích hợp cho thâm canh cây trồng, như tại đảo Java, Andosols nuôi dưỡng một diện tích lớn đồng ruộng lúa nước, đem lại nguồn lương thực cho vùng đất thuộc diện đông dân nhất thế giới. Andosols cũng phù hợp để trồng trên đó các loại cây ăn quả, ngô, trà, cà phê và thuốc lá. Tại vùng Tây Bắc Thái Bình Dương Hoa Kỳ, Andosols làm nền cho những mảnh rừng rậm rạp tươi tốt.
Andosols chiếm khoảng 1% diện tích đất liền không đóng băng trên toàn cầu. Tập trung chủ yếu quanh Vành đai lửa Thái Bình Dương, gồm những khu vực hiện hữu rộng nhất nằm ở trung tâm Chile, Ecuador, Colombia, Mexico, Tây Bắc Thái Bình Dương Hoa Kỳ, Nhật Bản, Java và đảo Bắc New Zealand. Andosols cũng hiện diện ở Đới tách giãn Đông Phi, Ý, Iceland và Hawaii.
Andosols hóa thạch xuất hiện ở những vùng cách xa các nơi có hoạt động núi lửa ngày nay, và trong một số trường hợp lui tận về thời kỳ Tiền Cambri, cách đây 1,5 tỷ năm.